# Давід Фаупала
Давід Фаупала (фр. David Faupala, нар. 11 лютого 1997) — французький футболіст, форвард кіпрського «Аполлона».

## Клубна кар'єра

### Початок кар'єри
Народився в Бюллі-ле-Мін. В 2010 році, у віці 13 років, потрапив в молодіжну академію «Ланса». Після вдалих виступав в академії, 2015 року Фаупала погодився приєднатися до клубу англійської Прем'єр-ліги на стороні «Манчестер Сіті», підписавши контракт на три роки до 2018 року.

### «Манчестер Сіті»
Провівши ряд матчів за дубль манчестерського клубу, в яких забив чотири рази за дванадцять матчів, Фаупала був викликаний до першої команди «Манчестер Сіті» на матч п'ятого раунду Кубка Англії проти «Челсі». 21 лютого 2016 року в цьому матчі французький нападник дебютував за основний склад клубу і забив гол на 37-й хвилині, зрівнявши рахунок. Тим не менше команда програла з рахунком 1:5 і вилетіла з турніру.

#### Оренда в «Бреду»
10 серпня 2016 року Фаупала був відданий в оренду в «НАК Бреду» на сезон 2016/17. У нідерландському клубі дебютував 19 серпня, коли на 75-й хвилині замінив Томаса Аг'єпонга в матчі проти «МВВ Маастрихт» (1:2). Його наступна поява відбулася через місяць, 20 вересня, коли він зіграв в Кубку Нідерландів проти «ВВВ-Венло» (0:2). Забив свій перший гол за клуб 25 листопада у грі проти «Камбюра» (1:3). Оренда завершилася 2 січня 2017 року, за період якої Фаупала відіграв 4 гри.

#### Оренда у «Честерфілд»
31 січня 2017 року Фаупала був відданий в оренду в клубПершої футбольної ліги «Честерфілд» до 30 квітня 2017 року. Дебютував за клуб 4 лютого, відігравши всі 90 хвилин проти «Олдем Атлетік». Забив свій перший гол за «Честерфілд» у своєму другому матчі проти «Нортгемптон Таун» (1:3) 11 лютого. 25 березня Фаупала отримав червону картку в доданий час матчу з «Рочдейлом». Всього відіграв за клуб в оренді 14 матчів у чемпіонаті і забив один гол.

#### Вихід з Манчестер Сіті
Фаупала оголосив 6 листопада 2017 року через пост в Instagram, що він залишив «Манчестер Сіті».

### «Зоря» Луганськ
6 лютого 2018 року луганський клуб на офіційному сайті повідомив про пидписання контракта з Давідом, за схемою 2+1.

### «Аполлон»
У серпні 2018 року перейшов до кіпрського клубу «Аполлон» з Лімасола.

## Статистика кар'єри
| Клуб                | Сезон             | Ліга              | Ліга | Ліга  | Кубок | Кубок | Кубок Ліги | Кубок Ліги | Інші    | Інші | Загальна | Загальна |
| Клуб                | Сезон             | Ліга              | Ігор | Голів | Ігор  | Голів | Ігор       | Голів      | Додатка | Цілі | Додатка  | Цілі     |
| ------------------- | ----------------- | ----------------- | ---- | ----- | ----- | ----- | ---------- | ---------- | ------- | ---- | -------- | -------- |
| «Манчестер Сіті»    | 2015-16           | Прем'єр-Ліга      | 0    | 0     | 1     | 1     | 0          | 0          | 0       | 0    | 1        | 1        |
| НАК Бреда (оренда)  | 2016-17           | Ерстедивізі       | 3    | 1     | 1     | 0     | —          | —          | 0       | 0    | 4        | 1        |
| Честерфілд (оренда) | 2016-17           | Перша ліга        | 14   | 1     | 0     | 0     | 0          | 0          | 0       | 0    | 14       | 1        |
| Зоря                | 2018              | УПЛ               | 13   | 0     | 0     | 0     | —          | —          | 0       | 0    | 13       | 9        |
| Всього за кар'єру   | Всього за кар'єру | Всього за кар'єру | 30   | 2     | 2     | 1     | 0          | 0          | 0       | 0    | 32       | 12       |

1. ↑  Includes FA Cup, KNVB Cup